# Jiří Rakouský
Jiří Rakouský (německy Georg von Österreich; cca 1504,? Gent – 4. května 1557, Lutych) byl nemanželský syn císaře Maxmiliána I. a polorodý bratr Filipa I. Sličného.

## Život
Byl nejstarší z osmi nemanželských dětí císaře Maxmiliána I. Původ jeho matky není zcela jistý. Podle některých pramenů to byla jedna flanderská šlechtična, podle jiných zase salcburčanka. Byl první, kdo užíval přídomku de Austria.
Vyrůstal v Nizozemí, u své nevlastní sestry, arcivévodkyně Markéty. V roce 1522 přesídlil do Španělska, ke dvoru Karla V. a od roku 1524 navštěvoval univerzitu v Alcalá de Henares, kde studoval práva. Byla mu předurčena církevní kariéra. V letech 1526–1531 byl administrátorem v Brixenu. Nakrátko zřejmě církev opustil, protože případným sňatkem s příbuznou papeže Klementa VII. mohl získat milánské vévodství. V roce 1530, po korunovaci Karla V. císařem se stal s jeho souhlasem brixenským zeměpánem. V roce 1534 byl vyslancem královny Marie, nizozemské místodržitelky, v Hamburku a v Dánsku a roku 1536 v Neapoli, poté v Římě a v Bruselu. Od roku 1538 byl jmenován arcibiskupem ve Valencii. V roce 1541 se stal lutyšským koandjuktorem a roku 1544 biskupem. Nejprve byl pohřben v Lutyšském dómu. Od roku 1811 jsou jeho ostatky v tamním kostele sv. Pavla.
Byl otcem nemanželského syna Jiřího († 1619), probošta v lovaňském klášteře Sv. Petra a působícího jako kancléř lovaňské univerzity.